# لارا رابینسون
لارا رابینسون (انگلیسی: Lara Robinson؛ زادهٔ ۱ ژانویهٔ ۱۹۹۸) یک هنرپیشه اهل استرالیا است.
از فیلم‌ها یا برنامه‌های تلویزیونی که وی در آن نقش داشته است می‌توان به پیشگویی اشاره کرد.